# Sri Muktsar Sahib (Distrikt)
Der Distrikt Sri Muktsar Sahib (Panjabi ਸ੍ਰੀ ਮੁਕਤਸਰ ਸਾਹਿਬ ਜ਼ਿਲ੍ਹਾ), bis 2012 Distrikt Muktsar, ist ein Distrikt im nordindischen Bundesstaat Punjab. Sitz der Verwaltung ist die Stadt Sri Muktsar Sahib (ehemals Muktsar).

## Geschichte
Der Distrikt Muktsar entstand am 7. November 1995 aus Teilen des Distrikts Faridkot. Am 31. Januar 2010 genehmigte das indische Innenministerium die von der Regierung des Punjab beantragte Umbenennung der Stadt Muktsar in Sri Muktsar Sahib – zur Erinnerung an das Gefecht, das hier am 29. Dezember 1705 zwischen der Armee des Großmogul Aurangzeb und einer Sikh-Streitmacht von Guru Gobind Singh stattgefunden hatte. Auch der Distrikt wurde entsprechend umbenannt.

## Bevölkerung
Die Einwohnerzahl lag bei der Volkszählung 2011 bei 901.896. Die Bevölkerungswachstumsrate im Zeitraum von 2001 bis 2011 betrug 16,0 %. Der Distrikt hatte ein Geschlechterverhältnis von 896 Frauen pro 1000 Männer und damit einen für Indien typischen Männerüberschuss. Die Alphabetisierungsrate lag bei 65,81 %, eine Steigerung um knapp 7 Prozentpunkte gegenüber dem Jahr 2001. Die Alphabetisierung lag damit unter dem nationalen Durchschnitt. Knapp 70,8 % der Bevölkerung waren Sikhs, 28,3 % Hindus, 0,5 % Muslime, 0,2 % Christen und 0,1 % gaben keine Religionszugehörigkeit an.
Knapp 28,0 % der Bevölkerung lebten in Städten. Die größte Stadt war Sri Muktsar Sahib (damals noch Muktsar) mit 116.747 Einwohnern.